# 趙博 (成化進士)
趙博（1441年—？），字原一，山西潞州黎城縣人，軍籍，明朝政治人物。進士出身。

## 生平
早年出身國子生，天顺六年（1462年）壬午科山西鄉試第一名。成化十四年（1478年）戊戌科會試第二百五十一名，殿試登進士第三甲第二百三十名。历官刑部郎中、陕西凤翔府知府。死後葬於黎城縣西北。

## 家族
曾祖父趙得林。祖父趙瑛。父亲趙經，曾任兵馬指揮。母劉氏。慈侍下。娶李氏。